# Lijst van voetbalinterlands Slowakije - Tsjechië
Deze lijst van voetbalinterlands is een overzicht van alle officiële voetbalwedstrijden tussen de nationale teams van Slowakije en Tsjechië. Sinds de vreedzame opsplitsing van Tsjecho-Slowakije in 1993 speelden de buurlanden tot op heden veertien keer tegen elkaar. De eerste ontmoeting, een vriendschappelijke wedstrijd, werd gespeeld in Bratislava op 8 mei 1995. De laatste ontmoeting, een groepswedstrijd tijdens de UEFA Nations League 2020/21, vond plaats op 18 november 2020 in Pilsen.

## Wedstrijden
| №  | Plaats     | Datum            | Competitie                  | Wedstrijd            | Uitslag |
| -- | ---------- | ---------------- | --------------------------- | -------------------- | ------- |
| 1  | Bratislava | 8 mei 1995       | Vriendschappelijk           | Slowakije – Tsjechië | 1 – 1   |
| 2  | Bratislava | 24 augustus 1997 | WK 1998 kwalificatie        | Slowakije – Tsjechië | 2 – 1   |
| 3  | Praag      | 11 oktober 1997  | WK 1998 kwalificatie        | Tsjechië – Slowakije | 3 – 0   |
| 4  | Olomouc    | 21 augustus 2002 | Vriendschappelijk           | Tsjechië – Slowakije | 4 – 1   |
| 5  | Bratislava | 6 september 2006 | EK 2008 kwalificatie        | Slowakije – Tsjechië | 0 – 3   |
| 6  | Praag      | 17 november 2007 | EK 2008 kwalificatie        | Tsjechië – Slowakije | 3 – 1   |
| 7  | Praag      | 1 april 2009     | WK 2010 kwalificatie        | Tsjechië – Slowakije | 1 – 2   |
| 8  | Bratislava | 5 september 2009 | WK 2010 kwalificatie        | Slowakije – Tsjechië | 2 – 2   |
| 9  | Olomouc    | 14 november 2012 | Vriendschappelijk           | Tsjechië − Slowakije | 3 − 0   |
| 10 | Žilina     | 31 maart 2015    | Vriendschappelijk           | Slowakije – Tsjechië | 1 – 0   |
| 11 | Trnava     | 13 oktober 2018  | UEFA Nations League 2018/19 | Slowakije – Tsjechië | 1 – 2   |
| 12 | Praag      | 19 november 2018 | UEFA Nations League 2018/19 | Tsjechië – Slowakije | 1 – 0   |
| 13 | Bratislava | 4 september 2020 | UEFA Nations League 2020/21 | Slowakije – Tsjechië | 1 – 3   |
| 14 | Pilsen     | 18 november 2020 | UEFA Nations League 2020/21 | Tsjechië – Slowakije | 2 – 0   |

## Samenvatting
| Competitie          | Totaal gespeeld | Winst Slowakije | Gelijk | Winst Tsjechië | Doelsaldo Slowakije – Tsjechië |
| ------------------- | --------------- | --------------- | ------ | -------------- | ------------------------------ |
| WK-kwalificatie     | 4               | 2               | 1      | 1              | 6 − 7                          |
| EK-kwalificatie     | 2               | 0               | 0      | 2              | 1 − 6                          |
| UEFA Nations League | 4               | 0               | 0      | 4              | 2 − 8                          |
| Vriendschappelijk   | 4               | 1               | 1      | 2              | 3 − 8                          |
| Totaal              | 14              | 3               | 2      | 9              | 12 − 29                        |

## Details

### Eerste ontmoeting
| Vriendschappelijk (Bratislava, Slowakije, 8 mei 1995):                                                                                    |       |                    |
| Slowakije | 1 – 1 | Tsjechië           |
| Jaroslav Timko 58' | goals | 32' Daniel Šmejkal |
| - Debuut van Igor Bališ (Spartak Trnava) voor Slowakije. - Debuut van Radim Nečas, Jiří Vávra, Jiří Lerch en Michal Horňák voor Tsjechië. |       |                    |

### Tweede ontmoeting
| WK 1998 kwalificatie (Bratislava, Slowakije, 24 augustus 1997): |              |                      |
| Slowakije                                                       | 2 – 1        | Tsjechië             |
| Tibor Jančula 45' Jozef Majoroš 55'                             | goals        | 15' Vladimír Šmicer  |
|                                                                 | rode kaarten | ??', 68' Luboš Kozel |
| - Debuut van Petr Vlček (Slavia Praag) voor Tsjechië.           |              |                      |

### Derde ontmoeting
| WK 1998 kwalificatie (Praag, Tsjechië, 11 oktober 1997): |       |           |
| Tsjechië                                                 | 3 – 0 | Slowakije |
| Vladimír Šmicer 54' Horst Siegl 70' Jiří Novotný 73'     | goals |           |

### Vierde ontmoeting
| Vriendschappelijk (Olomouc, Tsjechië, 21 augustus 2002):                                |       |                    |
| Tsjechië                                                                                | 4 – 1 | Slowakije          |
| Jan Koller 31' Jan Koller 64' Tomáš Rosický 70' Tomáš Rosický 78'                       | goals | 16' Szilárd Németh |
| - Debuut van Martin Jiránek (Reggina) en Jan Šimák (Bayer 04 Leverkusen) voor Tsjechië. |       |                    |

### Vijfde ontmoeting
| EK 2008 kwalificatie (Bratislava, Slowakije, 6 september 2006): |       |                                                  |
| Slowakije                                                       | 0 – 3 | Tsjechië                                         |
|                                                                 | goals | 10' Libor Sionko 21' Libor Sionko 57' Jan Koller |

### Zesde ontmoeting
| EK 2008 kwalificatie (Praag, Tsjechië, 17 november 2007):                                                                |       |                          |
| Tsjechië | 3 – 1 | Slowakije                |
| Zdeněk Grygera 13' Marek Kulič 76' Tomáš Rosický 83'                                                                     | goals | 79' (e.d.) Michal Kadlec |
| - Debuut van Michal Kadlec (Sparta Praag) voor Tsjechië. - Debuut van Juraj Halenár (Artmedia Petržalka) voor Slowakije. |       |                          |

### Zevende ontmoeting
| WK 2010 kwalificatie (Praag, Tsjechië, 1 april 2009): |       |                                         |
| Tsjechië                                              | 1 – 2 | Slowakije                               |
| Martin Škrtel 30' (e.d.)                              | goals | 22' Stanislav Šesták 83' Erik Jendrišek |

### Achtste ontmoeting
| WK 2010 kwalificatie (Bratislava, Slowakije, 5 september 2009): |              |                                  |
| Slowakije                                                       | 2 – 2        | Tsjechië                         |
| Stanislav Šesták 63' Marek Hamšík 73' (pen.)                    | goals        | 68' Daniel Pudil 84' Milan Baroš |
| Marek Hamšík ??', 75'                                           | rode kaarten |                                  |

### Negende ontmoeting
| Vriendschappelijk (Olomouc, Tsjechië, 14 november 2012): |       |           |
| Tsjechië | 3 – 0 | Slowakije |
| David Lafata 3' David Lafata 6' Bořek Dočkal 72' | goals |           |
| - Debuut van Libor Kozák (Lazio Roma), Tomáš Hořava, Michal Ordoš, Martin Pospíšil (SK Sigma Olomouc), Bořek Dočkal (Rosenborg BK), Tomáš Vaclík, Ladislav Krejčí (AC Sparta Praag), Tomáš Kalas (Vitesse) en Martin Latka (SK Slavia Praag) voor Tsjechië. |       |           |

SFZ · A-internationals · Bondscoaches · Statistieken · Slowaaks vrouwenelftal · Olympisch elftal · Slowakije U21 · Slowakije U20 · Slowakije U19 · Slowakije U18 · Slowakije U17 · Slowakije U16
1939 – 1944 · 1992 – 1999 · 2000 – 2009 · 2010 – 2019 · 2020 − 2029
EK's: 2016 · 2020 · 2024
WK's: 2010
OS: 2000
1939 · 1940 · 1941 · 1942 · 1943 · 1944 · 1945–1991 · 1992 · 1993 · 1994 · 1995 · 1996 · 1997 · 1998 · 1999 · 2000 · 2001 · 2002 · 2003 · 2004 · 2005 · 2006 · 2007 · 2008 · 2009 · 2010 · 2011 · 2012 · 2013 · 2014 · 2015 · 2016 · 2017 · 2018 · 2019 · 2020 · 2021
Algerije · 
Andorra · 
Argentinië ·
Armenië · 
Australië · 
Azerbeidzjan · 
België · 
Bolivia · 
Bosnië en Herzegovina · 
Brazilië · 
Bulgarije · 
Chili · 
Colombia · 
Costa Rica · 
Cyprus · 
Denemarken · 
Duitsland · 
Egypte · 
Engeland · 
Estland · 
Faeröer · 
 Finland · 
Frankrijk · 
Georgië · 
Gibraltar · 
Griekenland · 
Guatemala · 
Hongarije · 
Ierland · 
IJsland · 
Iran · 
Israël · 
Italië · 
Japan · 
Joegoslavië · 
Jordanië · 
Kameroen · 
Kazachstan ·
Koeweit ·
Kroatië · 
Letland · 
Libanon ·
Liechtenstein · 
Litouwen ·
Luxemburg · 
Malta · 
Marokko · 
Mexico ·
Moldavië · 
Montenegro ·
Nederland · 
Nieuw-Zeeland · 
Noord-Ierland ·
Noord-Macedonië ·
Noorwegen ·
Oeganda · 
Oekraïne · 
Oezbekistan · 
Oostenrijk · 
Paraguay · 
Peru · 
Polen · 
Portugal · 
Roemenië · 
Rusland · 
San Marino · 
Saoedi-Arabië · 
Schotland · 
Servië en Montenegro ·
Slovenië · 
Spanje · 
Thailand · 
Tsjechië · 
Turkije · 
Verenigde Arabische Emiraten · 
Verenigde Staten · 
Wales · 
Wit-Rusland · 
Zuid-Korea · 
Zweden · 
Zwitserland
Engeland (2016) ·
Nieuw-Zeeland (2010) · 
Polen (2021) · 
Rusland (2016) · 
Spanje (2021) · 
Wales (2016) · 
Zweden (2021)
FAČR · A-internationals · Bondscoaches · Selecties · Statistieken · Tsjechisch vrouwenelftal · Olympisch elftal · Tsjechië U21 · Tsjechië U20 · Tsjechië U19 · Tsjechië U18 · Tsjechië U17 · Tsjechië U16
EK 1996 · 
EK 2000 · 
EK 2004 · 
EK 2008 · 
EK 2012 · 
EK 2016 · 
EK 2020
WK 1998 · 
WK 2002 · 
WK 2006 · 
WK 2010 · 
WK 2014 · 
WK 2018 · 
WK 2022
OS 2000
1906 · 1907 · 1908 · 1909 – 1938 · 1939 · 1940 – 1993 · 1994 · 1995 · 1996 · 1997 · 1998 · 1999 · 2000 · 2001 · 2002 · 2003 · 2004 · 2005 · 2006 · 2007 · 2008 · 2009 · 2010 · 2011 · 2012 · 2013 · 2014 · 2015 · 2016 · 2017 · 2018 · 2019 · 2020 · 2021 · 2022 · 2023 · 2024 · 2025
Albanië ·
Andorra ·
Armenië ·
Australië ·
Azerbeidzjan ·
België ·
Bosnië en Herzegovina ·
Brazilië ·
Bulgarije ·
Canada ·
China ·
Costa Rica ·
Cyprus ·
Denemarken ·
Duitsland ·
Engeland ·
Estland ·
Faeröer ·
Finland ·
Frankrijk ·
Georgië ·
Ghana ·
Gibraltar ·
Griekenland ·
Hongarije ·
Ierland ·
IJsland ·
Israël ·
Italië ·
Japan ·
Joegoslavië ·
Kazachstan ·
Koeweit ·
Kosovo ·
Kroatië ·
Letland ·
Libanon ·
Liechtenstein ·
Litouwen ·
Luxemburg ·
Malta ·
Marokko ·
Mexico ·
Moldavië ·
Montenegro ·
Nederland ·
Nigeria ·
Noord-Ierland ·
Noord-Macedonië ·
Noorwegen ·
Oekraïne ·
Oostenrijk ·
Paraguay ·
Peru ·
Polen ·
Portugal ·
Qatar ·
Roemenië ·
Rusland ·
San Marino ·
Saoedi-Arabië ·
Schotland ·
Servië ·
Slovenië ·
Slowakije ·
Spanje ·
Trinidad en Tobago ·
Turkije ·
Uruguay ·
Verenigde Arabische Emiraten ·
Verenigde Staten ·
Wales ·
Wit-Rusland ·
Zuid-Afrika ·
Zuid-Korea ·
Zweden ·
Zwitserland
Denemarken (2021) · 
Duitsland (1996, 2) · 
Engeland (2021) · 
Ghana (2006) · 
Griekenland (2012) · 
Italië (2006) · 
Kroatië (2016) · 
Kroatië (2021) · 
Nederland (2021) · 
Polen (2012) · 
Portugal (2008) · 
Portugal (2012) · 
Rusland (2012) · 
Schotland (2021) · 
Spanje (2016) · 
Turkije (2008) · 
Verenigde Staten (2006) ·
Zwitserland (2008)